# Funk metal
Funk metal (cunoscut și ca thrash funk sau punk-funk) este un subgen de funk rock și alternative metal care îmbină elemente de heavy metal și funk.

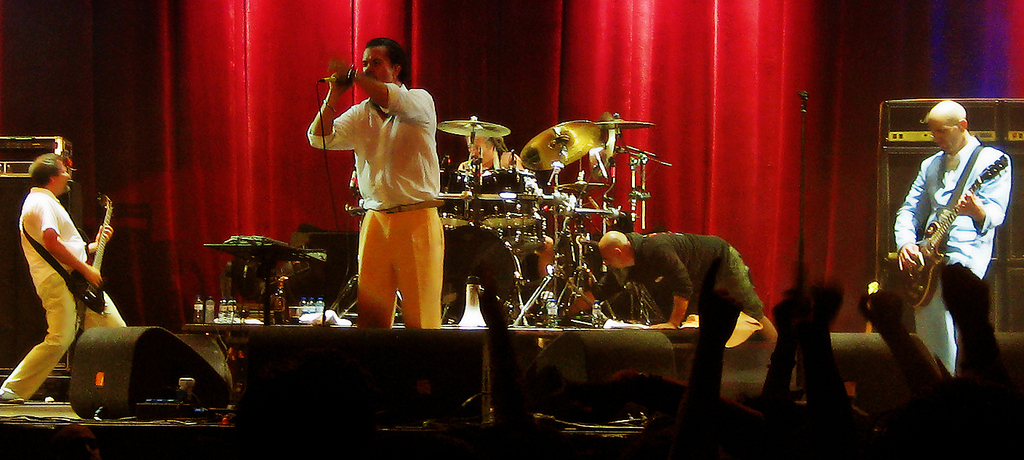
Faith No More interpreta funk metal prin îmbinarea alternative metal și experimental rock

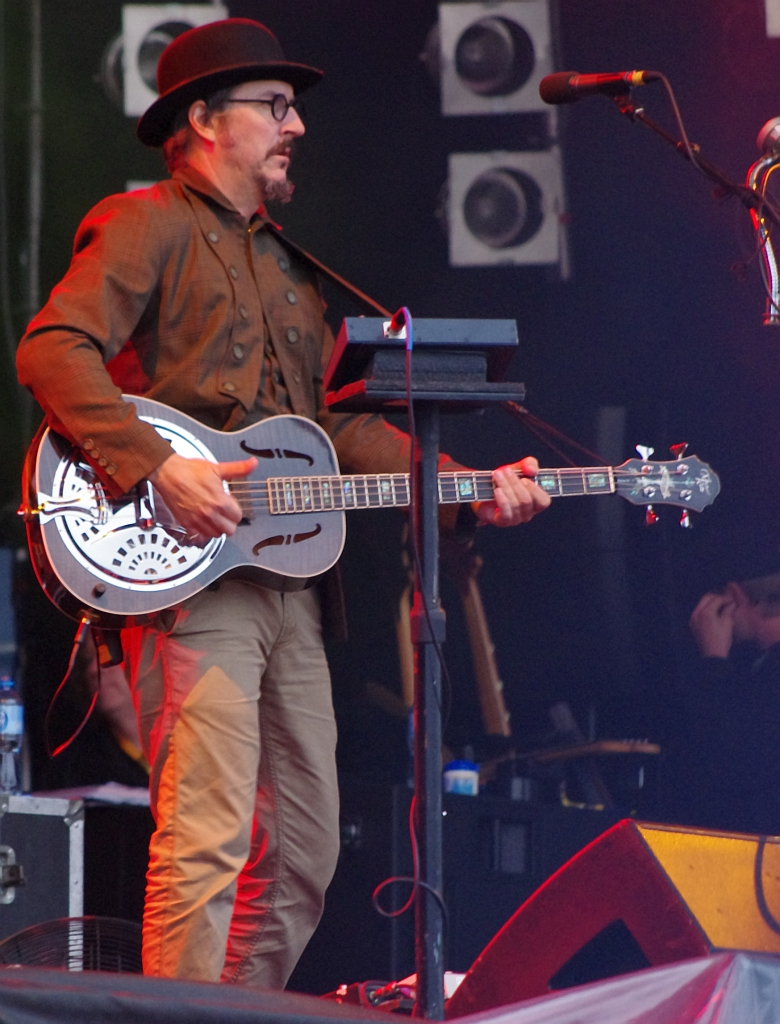
Les Claypool, liderul formației funk metal Primus

## Artiști notabili de funk metal
- 24-7 Spyz[4]
- 311
- Audioslave (Revelations album)
- Bang Tango[5]
- Blind Melon[6]
- Bootsauce[7]
- Buckethead
- Clutch[8]
- Dance Gavin Dance
- Electric Boys[9]
- Electric Love Hogs
- Extreme[10]
- Faith No More[7]
- Family Force 5
- Fishbone
- Follow for Now
- Gargamel!
- Hoobastank
- Hurtsmile[11]
- I Mother Earth[7]
- Incubus[12]
- Infectious Grooves[13]
- It's Alive
- Jane's Addiction
- Kid Rock[14]
- Korn
- LAPD[15]
- Limp Bizkit[7]
- Living Colour[16]
- Lucy Brown
- Maximum the Hormone
- Mind Funk[17]
- Mr. Bungle[7]
- Mordred[15]
- Mother's Finest
- Nightmare[18]
- Nuclear Rabbit
- Powerman 5000
- The Organization
- Praxis[19]
- Primus[7]
- Psychefunkapus[15]
- Queen Anne's Revenge
- Rainbow Butt Monkeys
- Rage Against the Machine[20]
- Red Hot Chili Peppers[7]
- Rollins Band
- Royal Crescent Mob[7]
- Siam Shade
- Snot[21]
- Sound Barrier
- Stevie Salas
- Sugar Ray[7]
- Suicidal Tendencies (Robert Trujillo era)[22]
- T.M. Stevens
- Ugly Kid Joe
- Urban Dance Squad[23]
- Zebrahead[7]